# ناثان جونسون
ناثان جونسون (بالإنجليزية: Nathan Johnson) هو راكب الكنو أمريكي، ولد في 3 أكتوبر 1976.

## وصلات خارجية
- ناثان جونسون على موقع اللجنة الأولمبية الدولية (الإنجليزية)
- ناثان جونسون على موقع أوليمبيديا (الإنجليزية)